# Фердинанд Киблер
Фердинанд Киблер (Мартхален, 24. јул 1919 — 29. децембар 2016) бивши је швајцарски професионални бициклиста у периоду од 1945. до 1957. године. Киблер је освојио Тур де Франс, 1950. године и светско првенство у друмској вожњи 1951. године, а био је и пет пута национални шампион. Остварио је преко 400 победа у каријери. Киблеров највећи ривал био је његов земљак — Хуго Коблет.

## Каријера

### 1940—1945.
Киблер је рођен у Мартхалену, у кантону Цириха, професионалну каријеру је почео 1940. године, али је због Другог светског рата био ограничен на трке у Швајцарској. Прве године освојио је национално првенство на писти и трке у Ниону и Лозани, а на националном првенству у сајкло кросу завршио је трећи. Национално првенство на писти освојио је и 1941. а уз то је освојио треће место на Туру Швајцарске и трци гран при десет нација (незванично светско првенство у вожњи на хронометар). 1942. освојио је национално првенство у брдима и на писти, Након чега је освојио Тур Швајцарске, уз једну етапну победу. На гран прију десет нација, освојио је седмо место. Гран при десет нација је била једина трка коју је возио ван Швајцарске у току трајања Другог светског рата, одржавала се у Француској, сваке године у другом граду.
Године 1943., остварио је три победе. Уз национално првенство на писти, освојио је по једну трку у Берну и Цириху. 1944. је била још неуспешнија, освојио је само трку у Лозани, док је на националном првенству на писти, завршио други, након што је освајао три године заредом. 1945. освојио је национално првенство у сајкло кросу, трку у Женеви и Лозани, а завршио је други на трци Цирих—Давос и четврти на гран прију десет нација.

### 1946—1957.
Године 1946, Киблер је доживео тежак удес у Лозани, повредио је главу на два места и морао је да позајми да би платио рачун у болници у Лозани. Током зиме тренирао је само шест дана, био је близу да одустане од спорта, али му је био потребан новац. 1947. његов брат је погинуо, пао је са кровне конструкције на послу. Неколико недеља касније, мајка му је погинула у бициклистичкој несрећи, сломила је лобању.
Након краја рата, бициклизам се постепено враћао у нормалу и Киблер је возио трке и ван Швајцарске. У првом делу сезоне освојио је друга места на тркама у Женеви и Луцерну, а затим друго место на трци шест дана Париза. Киблер је 1947. возио Тур де Франс по први пут, победио је на првој етапи и носио је жуту мајицу један дан, мајицу је изгубио већ на наредној етапи. Победио је и на петој етапи, а након седме етапе, дисквалификован је са Тура јер је завршио етапу доста иза временског лимита. 1947. Ђино Бартали је позајмљен тиму ТЕБАГ за Тур Швајцарске, који је лагано освојио. 
Године 1948, Бартали није планирао да се врати на Тур Швајцарске, па је тако тим ТЕБАГ био без великог имена за трку. Спортски директор тима, Уго Маријани, препоручио власнику тима, Фрицу Дишеу, да Киблер замени Барталија. Дише је био бизнисмен на првом месту, многи познаваоци бициклизма су знали да Киблер није "сигурна ствар", али је Дише одлучио да верује Маријанију и потписао је Киблера на 500 франака месечно. Остало је историја, Киблер је освојио Тур Швајцарске, уз четири етапне победе и наставио са успесима у тиму ТЕБАГ. Осим Тура Швајцарске, освојио је национално првенство у друмској вожњи и Тур Романдије уз две етапне победе. На Тур де Франсу није учествовао. На крају сезоне, освојио је друго место на трци у Генту и на гран прију десет нација, а победио је на гран прију Швајцарске, воженом у Цириху. 1949. освојио је национално првенство другу годину заредом, а након четири победе на мањим тркама по Швајцарској, освојио је друго место на Туру Романдије. Након године паузе, возио је Тур де Франс. Победио је на петој етапи и још седам етапа је завршио у првих десет, а онда се повукао на етапи 17. Након Тура, освојио је друго место на Светском првенству. На Светском првенству, одржаном у Копенхагену учествовало је само 35 возача, а завршила су 22. Руту дугу 290 km одвезли су у 33 круга по 8.787. km. Завршили су групним спринтом након седам и по сати вожње. У спринту, Рик ван Стенберген је победио Киблера и Фауста Копија.
На почетку 1950. возио је по Швајцарској и остварио је 12 победа, а затим је по први пут учествовао на Ђиро д’Италији. Није остварио ниједну етапну победу, а на две етапе је завршио на трећем месту. У генералном пласману, завршио је на четвртом месту, док је Ђиро освојио његов сународник и највећи ривал Хуго Коблет. Тур де Франс је почео осмим местом на првој етапи. Због претњи навијача, Италијани, на челу са Ђином Барталијем и Фјоренцом Мањијем (који је носио жуту мајицу) су напустили Тур. Киблер је остварио три етапне победе и освојио је Тур победивши Стана Окерса и Луизона Бобеа. Киблер је тако постао први Швајцарац који је освојио Тур.
Године 1951, освојио је национално првенство, трку у Женеви и још неколико трка у Швајцарској, две етапе на трци Рим - Наполи - Рим, а затим је победио на престижним класицима Флеш Валон и Лијеж—Бастоњ—Лијеж, који су се тада возили истог викенда. На Флеш Валону, у суботу, Киблер је био део бега у коме су били Луизон Бобе, Жан Робик и Ђино Бартали, на 45 секунди иза били су Белгијанци Рик ван Стенберген, Рогер Импанис и Маркел Кинт. Четворка напред је опстала до циља, а у спринту је Киблер победио за четири дужине бицикла испред Барталија. У недељу, на Лијеж—Бастоњ—Лијежу, Киблер је био тај који је морао да стиже возача испред, Гермајн Деројке је био у нападу. Киблер је успио да га стигне и освоји трку. Пре Ђиро д’Италије, освојио је Тур Романдије, уз три етапне победе. На Ђиро д’Италији, освојио је треће место у генералном пласману, уз два друга места на брдским етапама. Добру форму наставио је на Туру Швајцарске, коју је освојио уз две етапне победе. Успешну сезону крунисао је освајањем светског првенства, воженог у Варезеу, у Ломбардији. Киблер је напао рано и формирао бег и на крају је имао снаге да одспринта возаче који су се бегу прикључили касније, укључујући Фјоренца Мањија. Киблер је пропустио Тур де Франс три године заредом.
Године 1952, остварио је десет победа на тркама у Швајцарској, а затим је освојио Флеш Валон и Лијеж—Бастоњ—Лијеж другу годину заредом, што је успех који нико није поновио. Алехандро Валверде је такође двапут освајао Флеш Валон и Лијеж—Бастоњ—Лијеж исте године, али са девет година размака. На Флеш Валону, Киблер је у спринту победио Стана Окерса, Ремона Импаниса и Декука. У недељу, на Лијеж—Бастоњ—Лијежу, млади Ван Декерхов је напао на 160 km до циља, Киблер и Жан Робик су га ухватили на 44 km до циља. Ван Декерхов није учествовао у раду на врху, а затим је напао у Лијежу, у самом финишу, Робик је био затечен тим нападом и није реаговао на време, али јесте Киблер, који је брзо стигао Декерхова и оставио га иза себе за нову дуплу победу на Арденским класицима. Након класика, Киблер је освојио треће место на Ђиро д’Италији, опет без етапне победе. Након Ђира, освојио је етапу на Туру Швајцарске и шесто место на гран прију десет нација. 1953. годину, почео је победом на трци у Базелу, а затим је освојио треће место на трци шест дана Берлина и на Критеријуму Ас. На Флеш Валону је завршио други, иза Стана Окерса. На Туру Швајцарске је победио на једној етапи, као и на Туру Луксембурга, а задњу победу у сезони остварио је освајањем класика Бордо - Париз. 1953. возио је задњи пут Ђиро д'Италију, али није успио да га заврши.
Године 1954, је освојио национално првенство након три године, трке у Сент Галену и Базелу, а завршио је на другом месту на класицима Гент—Вевелгем и Флеш Валон и на трећем месту на класицима Париз—Брисел и Лијеж—Бастоњ—Лијеж. Након три године, вратио се на Тур де Франс. Тур 1954. је по први пут стартовао ван Француске, у Амстердаму. Ђиро д’Италија 1954. је вожена лагано, без велике борбе, што је наљутило италијанску бициклистичку федерацију, која је одлучила да не пошаље свој тим на Тур. У току Тура, Хуго Коблет и Жан Робик су пали и напустили су трку, што је олакшало посао Киблеру. У Алпима, Луизон Бобе је био супериоран, Киблер је остварио три етапне победе, али је Тур завршио на другом месту, 15 минута иза Бобеа, уз освојену класификацију по поенима. У наставку сезоне, завршио је други на гран прију Швајцарске и трећи на трци трофеј Барачи у Милану. 1955. остварио је шест победа, све у Швајцарској. Возио је Тур де Франс задњи пут, али је завршио без победе и повукао се у току етапе 12. након великог мучења на претходној етапи, на Мон Вентуу.
Године 1956, забележио је три победе, од којих је најзначаније освајање класика Милан—Торино. Каријеру је завршио 1957. године. У својој задњој сезони, остварио је две победе, обе у Сиону.

## Крах на Мон Вентуу
Мон Венту је један од највећих успона на Тур де Франсу, на 1.900 метара надморске висине, а успон почиње са нивоа мора, без дрвећа и биљака. На етапи 11 Тур де Франса 1955. од Марсеља до Авињона, возио се Мон Венту. Киблер је на 6 km до циља напао. Француз, Рафаел Жеминиани упозорио је Киблера да Венту није као други успони. "Ферди није као други возачи" одговорио му је Киблер. Киблер је ишао фуриозно, а онда је остао без снаге. Био је исцрпљен и у делиријуму, возио је на цик-цак, са једне стране пута на другу и пао је неколико пута. Пронашао је кафе, где је одморио, а затим се вратио на бицикл, али је овога пута отишао у погрешном правцу. Коначно, на два километра до циља, пао је опет и до циља га је гурао сувозач.
Завршио је етапу на 42 месту, 26 минута и 19 секунди иза победника, Луизона Бобеа. Након етапе рекао је "Ферди је убио сам себе на Вентуу ". Увече, комесари трке су нашли производе за допинг у његовој соби. Киблер је порицао да је користио допинг. Сутрадан је напустио Тур и никада га није стартовао опет.

## Крај каријере и смрт
Киблер је након краха на Вентуу објавио крај каријере, али је ипак возио до краја 1957.
Године 1983, добио је награду за спортисту вијека у Швајцарској.
Године 2010, добио је награду за животно дело.
Киблер је задњих година имао проблема са здрављем. Године 2016. провео је Божић са породицом, а четири дана касније, 29. децембра преминуо је у болници у Цириху. Његова жена Кристина, изјавила је да је Ферди заспао мирно, са осмехом на лицу.